# Roland Schröder
Roland Schröder, född den 17 augusti 1962 i Köthen (Anhalt) i Tyskland, är en östtysk roddare.
Han tog OS-guld i fyra utan styrman i samband med de olympiska roddtävlingarna 1988 i Seoul.